# Main dans le gilet

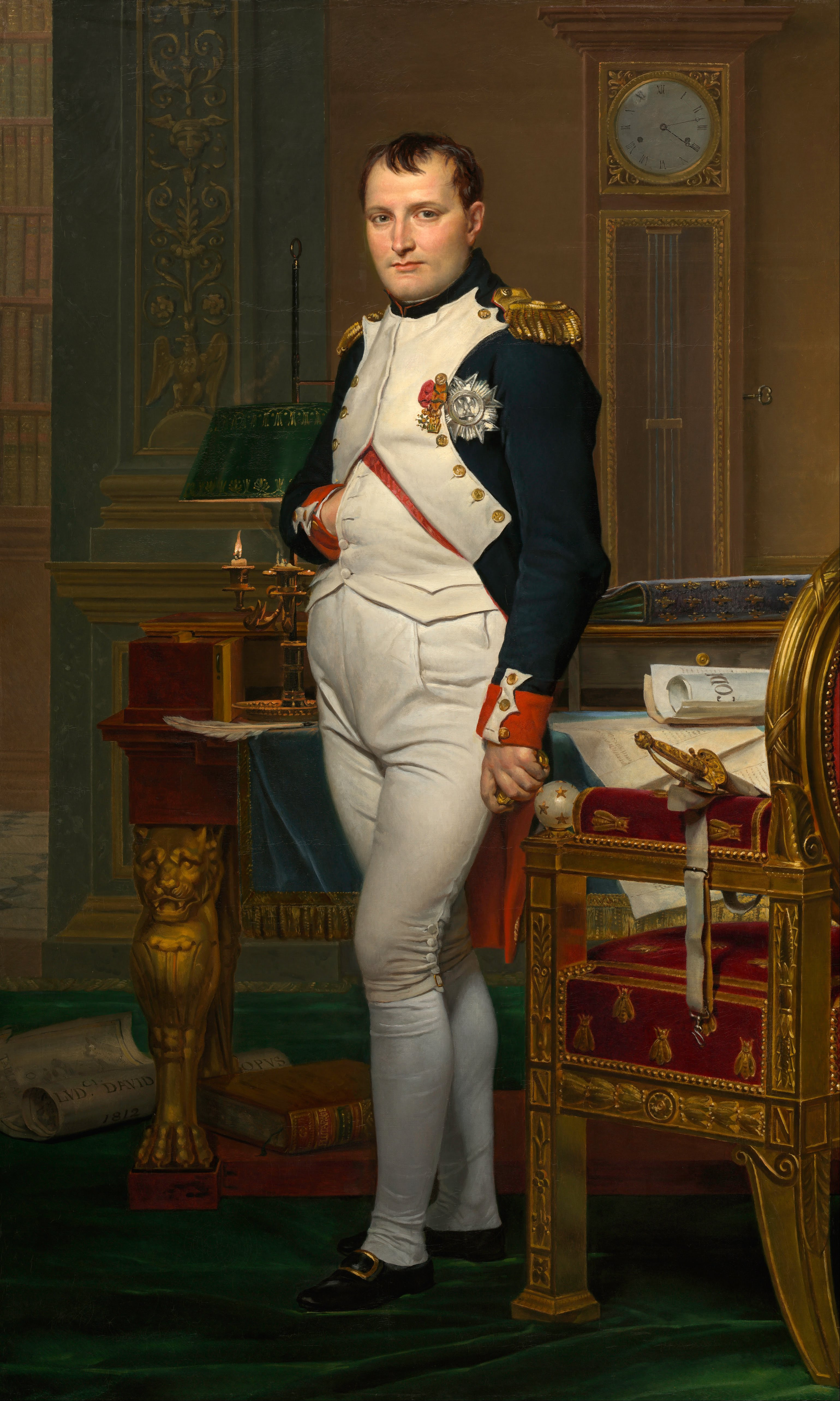
Napoléon dans son cabinet de travail de Jacques-Louis David, célèbre exemple de portrait « main dans le gilet ».

La main dans le gilet est une posture répandue sur les portraits réalisés lors des XVIIIe et XIXe siècles qui consiste à plonger sa main dans son gilet entre le torse et le ventre. Ce geste, régulièrement associé à Napoléon Bonaparte, a suscité diverses explications, des plus plausibles aux plus farfelues.

## Spéculations sur le geste
De nombreux mythes, qu'ils soient erronés ou crédibles, ont voulu raconter pourquoi Napoléon Bonaparte plaçait sa main droite dans son gilet.

### Douleurs à l'estomac
La première, la plus connue et la plus décriée par les historiens, comme Thierry Lentz,, raconte que Napoléon se tenait le ventre à cause de douleurs stomacales.

## Raisons probables
La posture que l'on retrouve sur les portraits de nombreuses personnalités serait en réalité le fruit de deux causes.

### Gestuelle oratoire
Ce geste rencontré dans les portraits officiels, était une posture inspirée de l'attitude du philosophe grec antique Eschine lors de ses discours, plus de deux millénaires avant Napoléon.

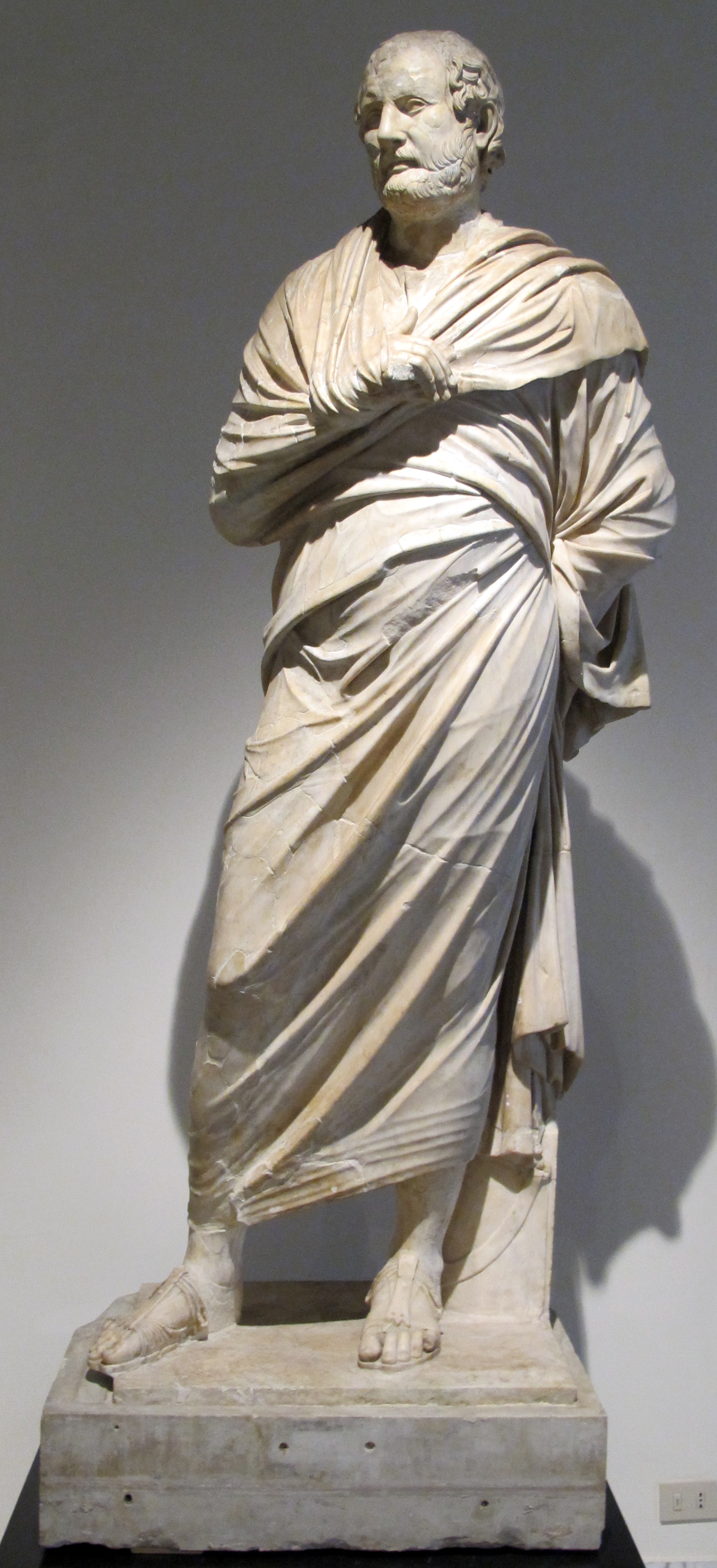
Eschine dans la posture de la main cachée (villa des Papyrus, Herculanum).

### Règle de décence
À cette époque, il était inconvenant de laisser pendre ses bras le long du corps, mais les culottes et pantalons étaient dénués de poches, c'est pourquoi l'usage pour les hommes était de porter la main dans l'ouverture de la veste, selon des rééditions des Règles de la bienséance et de la civilité chrétienne,, ouvrage de l'ecclésiastique et écrivain saint Jean-Baptiste de La Salle, paru pour la première fois en 1702.

« C'est un défaut de croiser les bras sur la poitrine, de les entrelacer derrière le dos, de les laisser pendre avec nonchalance, de les balancer en marchant, sous prétexte de soulagement ; l'usage veut que si l'on se promène avec une canne à la main, le bras qui est sans appui soit posé légèrement contre le corps, et qu'il reçoive un mouvement presque imperceptible, sans cependant le laisser tomber de côté ; si l'on n'a point de canne, ni manchon, ni gants, il est assez ordinaire de poser le bras droit sur la poitrine ou sur l'estomac, en mettant la main dans l'ouverture de la veste, à cet endroit, et de laisser tomber la gauche en pliant le coude, pour faciliter la position de la main, sous la basque de la veste. En général, il faut tenir les bras dans une situation qui soit honnête et décente. »

— Jean-Baptiste de La Salle, Les Règles de la bienséance et de la civilité chrétienne.

## Galerie de portraits

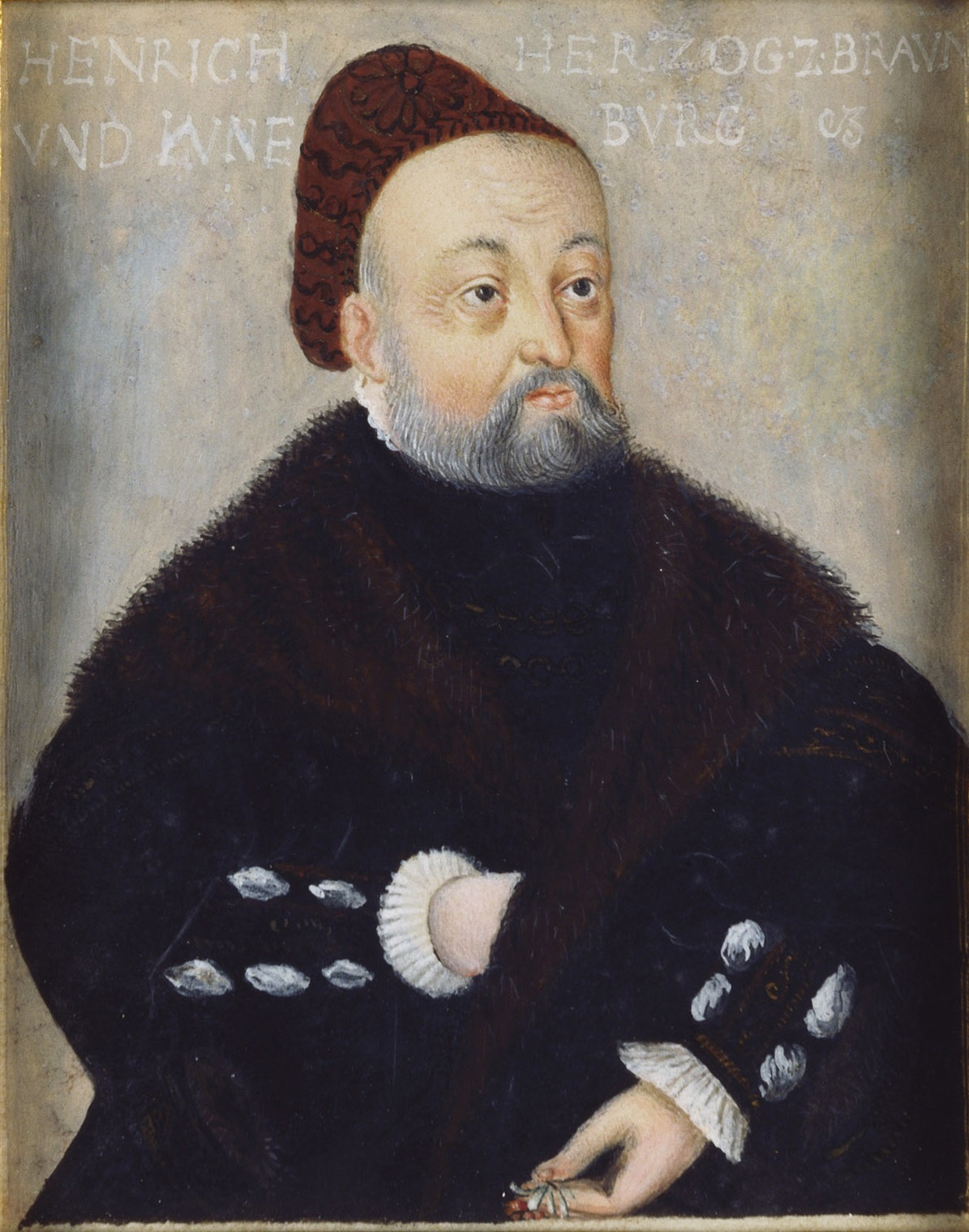
Henri Ier de Brunswick-Lunebourg, vers 1595
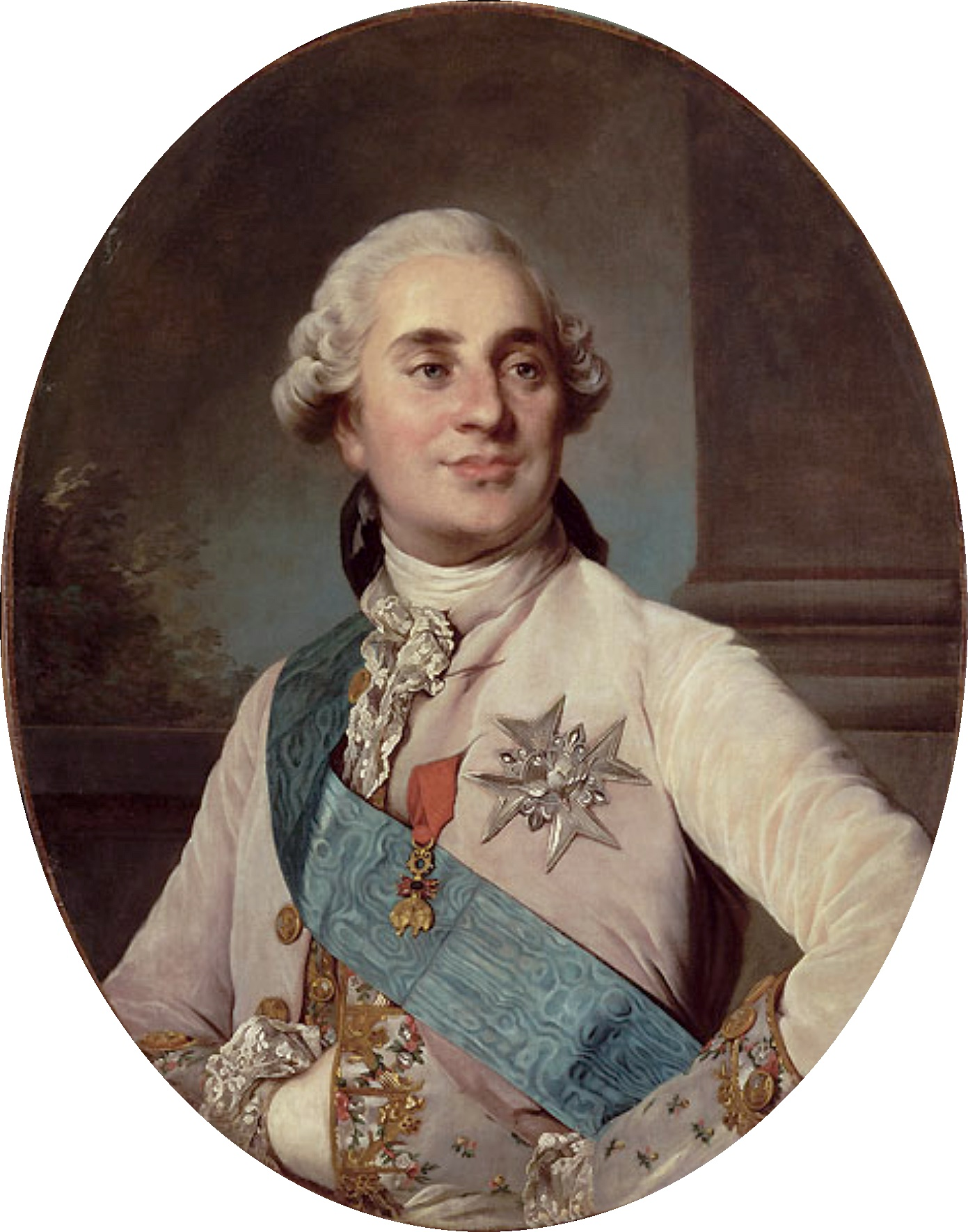
Louis XVI, 1776
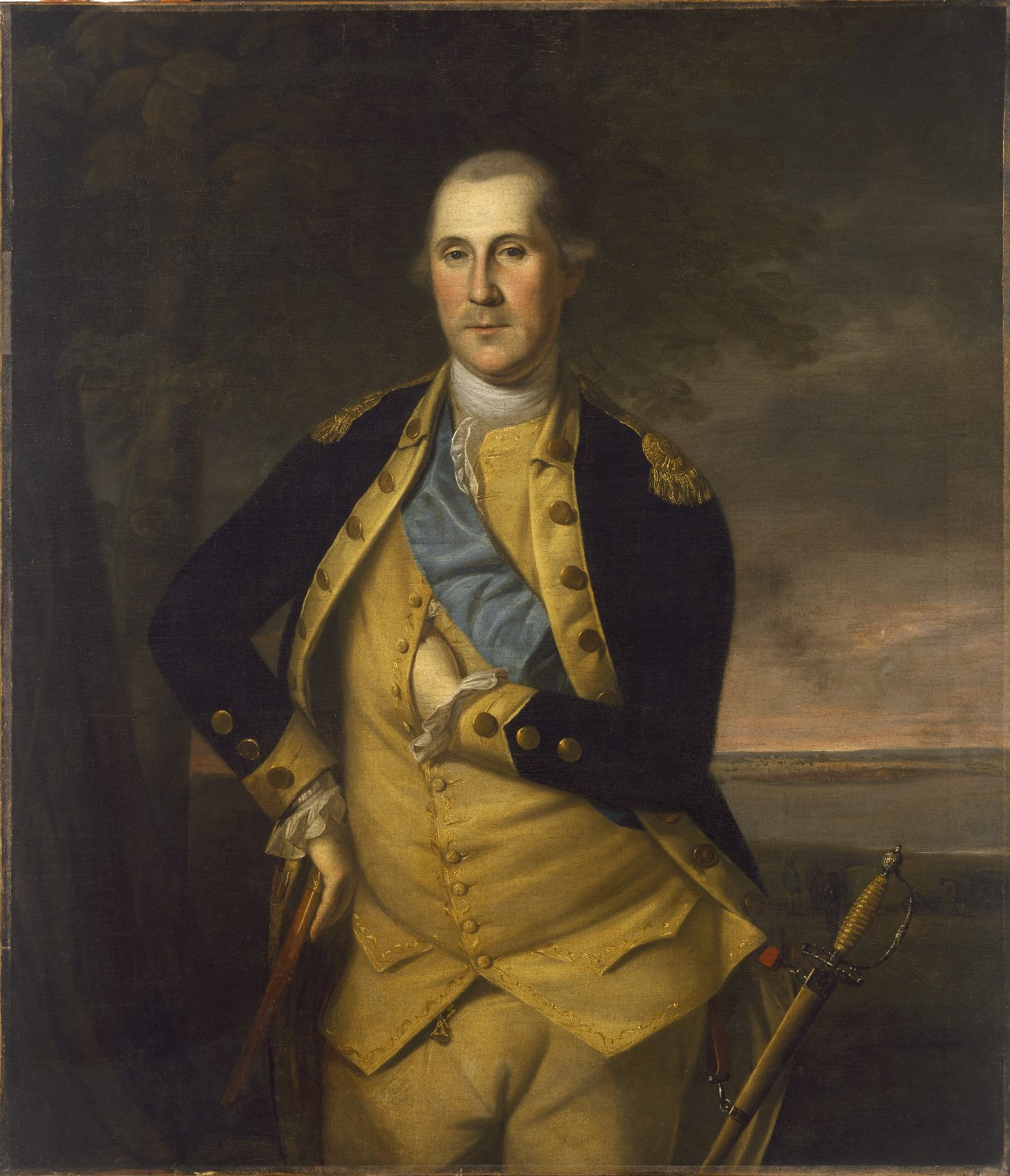
George Washington, 1776
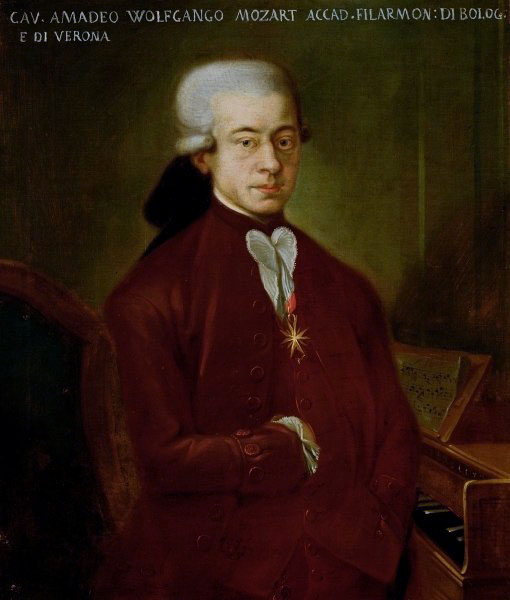
Wolfgang Amadeus Mozart, 1777
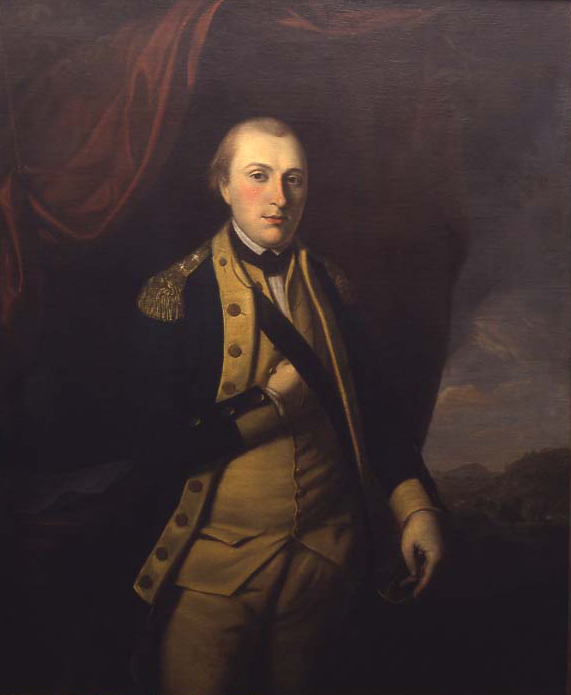
Gilbert du Motier de La Fayette, 1779
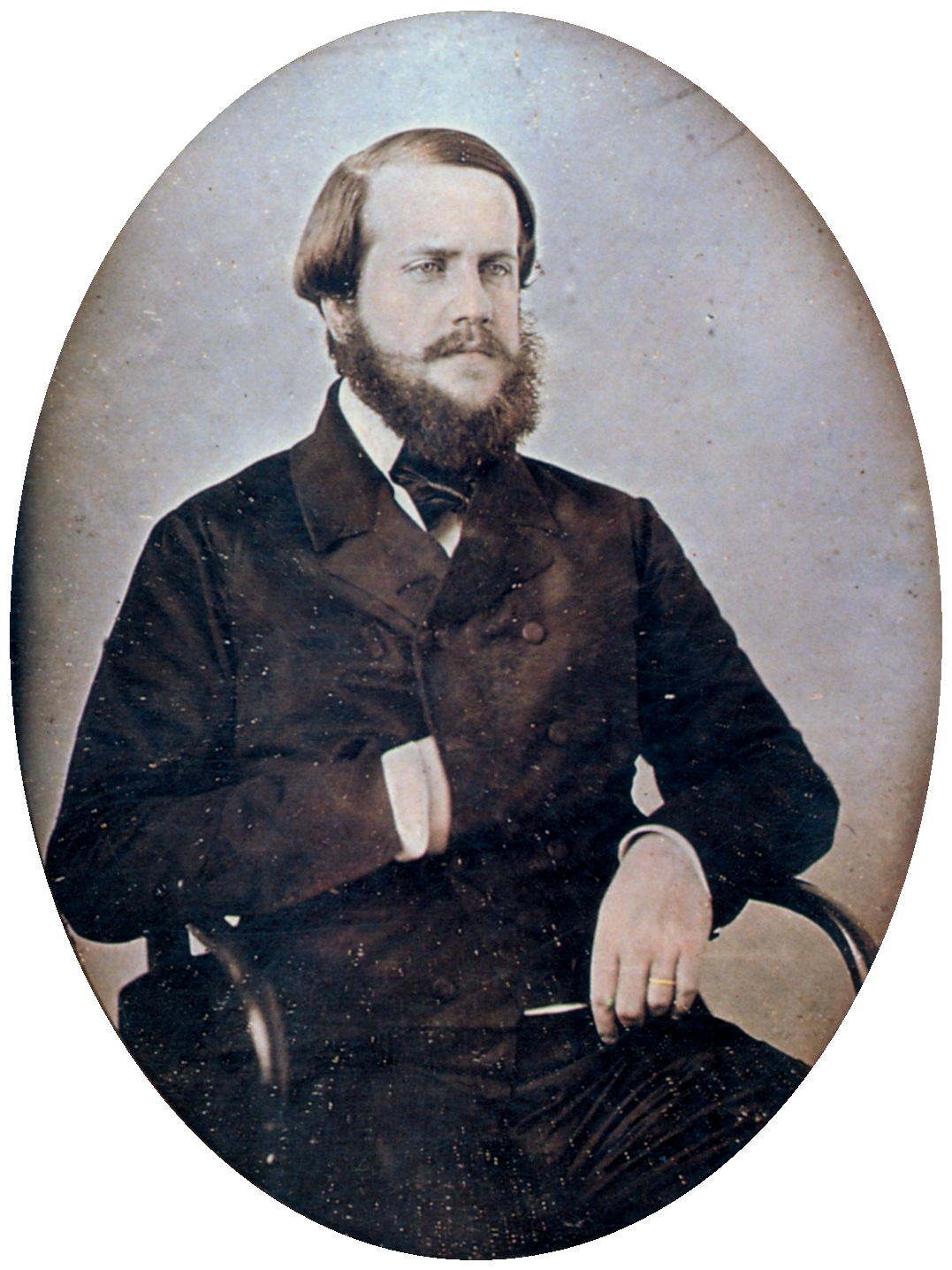
Pierre II du Brésil, vers 1851
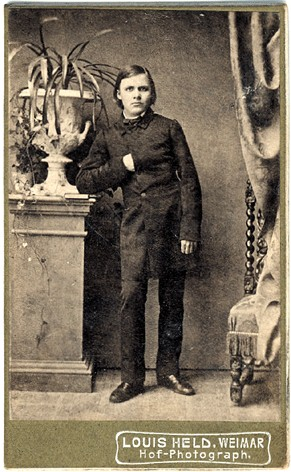
Friedrich Nietzsche, 1861
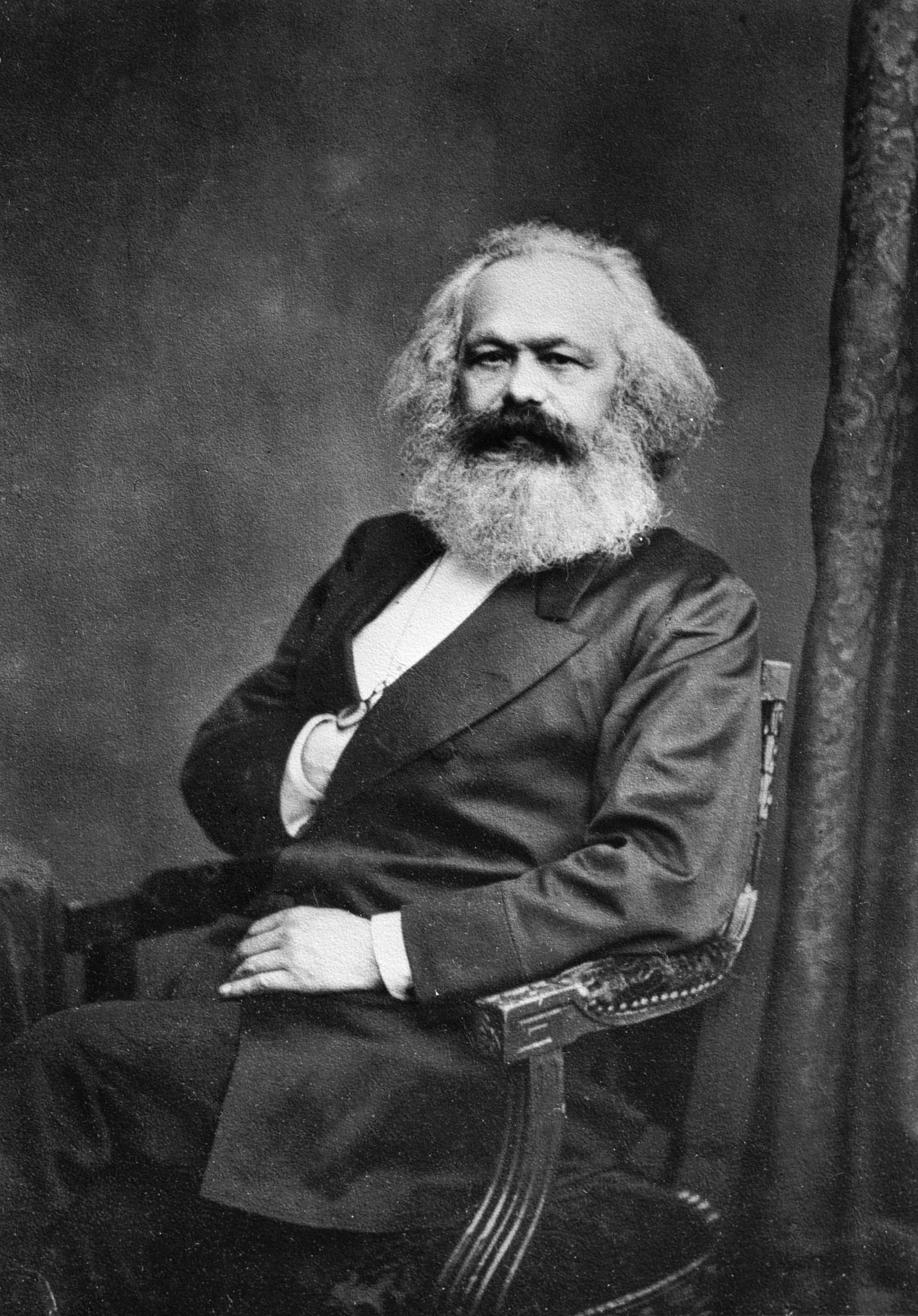
Karl Marx, avant 1875
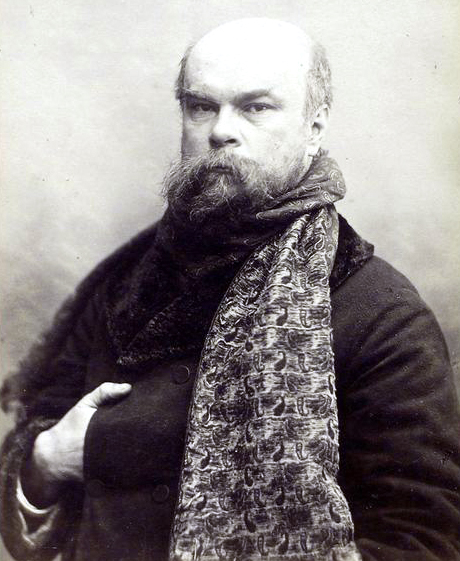
Paul Verlaine, 1893
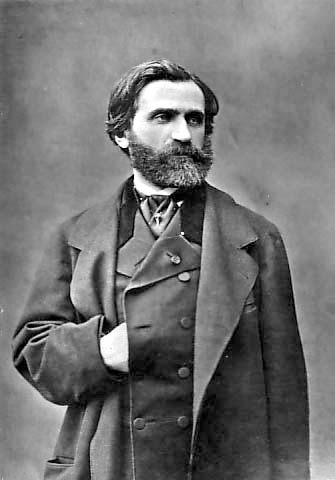
Giuseppe Verdi, 1893
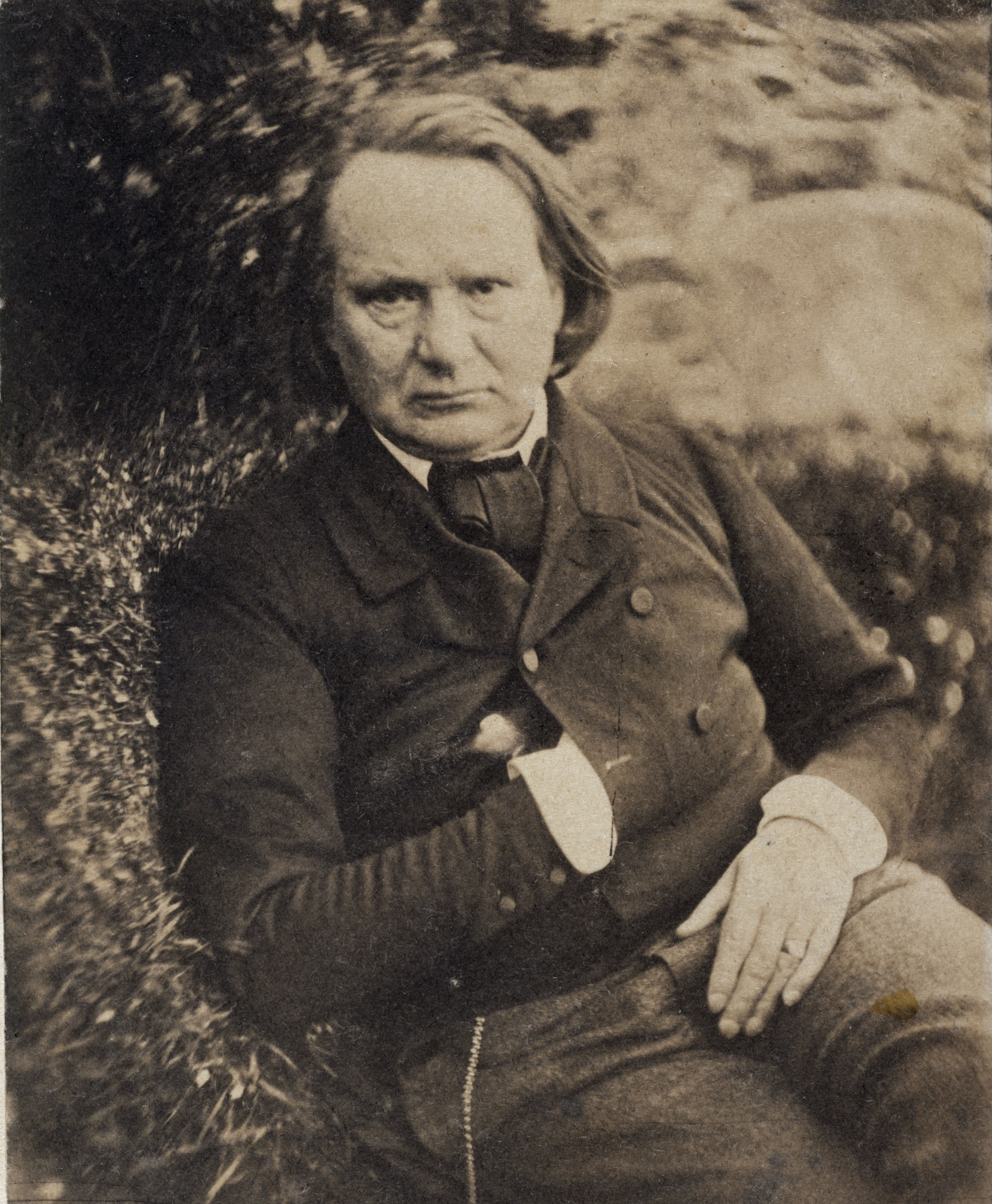
Victor Hugo, entre 1853 et 1855